# Caballería ligera

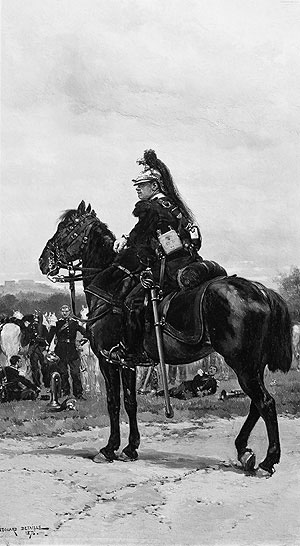
Dragón francés montado. Pintura de 1876.

El término caballería ligera hace referencia a las tropas montadas que estaban débilmente protegidas y armadas y que destacaban por su velocidad, en contraposición con la caballería pesada, la cual estaba generalmente fuertemente armada y protegida pero no tan veloces. Las tropas de caballería ligera se empleaban para misiones de reconocimiento, escaramuzas y asaltos y solían estar armadas con lanzas, espadas, arcos y posteriormente pistolas. 
Se usó pocas veces en la Antigua Grecia y en tiempos de la República y el Imperio romano, a pesar de que sí se empleaban soldados auxiliares montados. Por el contrario, las hordas de guerreros procedentes del interior de Asia utilizaban muy a menudo este tipo de fuerzas. Los hunos, turcos, mongoles y húngaros se convirtieron en unos temibles adversarios para los soldados procedentes de Europa. 
Con el declive del feudalismo y la caballería en Europa, la caballería ligera empezó a emplearse de forma masiva en los ejércitos de las principales potencias de Occidente. Muchos de los caballeros ligeros europeos se equiparon con armas de fuego, a diferencia de sus predecesores, los cuales se armaban con arcos. Los ejemplos más significativos de la caballería ligera europea son los húsares, los cazadores a caballo, los ulanos y los dragones. 
Tácito describe a este tipo de fuerza en su obra Anales.
Franz von Suppé, compositor austrohúngaro, creó una opereta con el nombre de Caballería Ligera (Leichte Kavallerie) estrenada el 21 de marzo de 1866 en el Carltheater de Viena.